# Belaja (Anadyr)
De Belaja (Russisch: Белая; "witte") is een (inclusief de Joeroekoevejem) 487 kilometer lange rivier in Noordoost-Siberië. Het is een zijrivier van de Anadyr in het zuiden van de Russische autonome okroeg Tsjoekotka. De naam dankt de rivier aan haar heldere water in contrast tot het turbulente water van de Anadyr bij haar uitstroom.
De Belaja ontstaat door de samenvloeiing van de rivieren Enmyvaam en Joeroekoevejem. De Enmyvaam komt uit het noordwesten en wordt onder andere gevoed door het Elgygytgynmeer en de Joeroekoevejem komt uit het noordoosten en heeft de Bolsjaja (Grote) Osinovaja als belangrijkste zijrivier. De Belaja stroomt overwegend in zuidelijke richting door het dunbevolkte Laagland van Anadyr om uit te stromen in de Anadyr op 237 kilometer van haar monding, in de benedenloop, bij het plaatsje Oest-Belaja.
Voorbij de instroom van de Belaja vertakt de Anadyr zich in een aantal stroomkanalen en iets verderop stroomt de eveneens in zuidelijke richting verlopende rivier Tanjoerer in. Tussen de Belaja en de Tanjoerer verloopt de bergrug Pekoelnej. De Belaja is ongeveer 8 à 9 maanden per jaar bevroren (van oktober tot begin mei) en wordt vooral gevoed door sneeuw. In de zomer treedt de rivier vaak buiten haar oevers.
In de Belaja komt een zalmachtige vissoort, Prosopium cylindraceum (een houtingsoort) voor. Aan westzijde van de rivier loopt de weg tussen Oest-Belaja en het verlaten plaatsje Moechomornoje.